# Osnovni izrek algebre
Osnóvni izrèk algébre (tudi osnóvni izrèk álgébre in Gaussov izrek [gausov ~]), ki se danes za veliko matematikov imenuje napačno, pravi, da ima vsak nekonstanten polinom ene spremenljivke stopnje n s kompleksnimi koeficienti vsaj eno kompleksno ničlo, oziroma natančneje, ima natanko n kompleksnih ničel, pri čemer k-kratne ničle štejemo k-krat. Oziroma enakovredno: obseg kompleksnih števil je algebrsko zaprt.
Posledica tega izreka je dejstvo, da lahko poljuben polinom stopnje n (n > 0) faktoriziramo - zapišemo v obliki produkta:
{\displaystyle p(x)=a(x-x_{1})(x-x_{2})\cdots (x-x_{n})\!\,.}
Pri tem je število a vodilni koeficient, števila x1, x2, ..., xn pa so ničle polinoma.